# Lliga de bàsquet de l'URSS
La lliga soviètica de bàsquet va ser la màxima competició de basquetbol de l'URSS. Amb la desintegració de l'estat soviètic la competició desaparegué. En els inicis de la competició sovint competien seleccions regionals, en comptes de clubs.

## Historial
S'inclou la bandera de l'estat actual del club
- 1924: Moscou
- 1925-27: no es disputà
- 1928: Moscou
- 1929-33: no es disputà
- 1934: Leningrad
- 1935: Moscou
- 1936: Leningrad
- 1937: Dinamo Moscou
- 1938: Burevéstnik Leningrad
- 1939: no es disputà
- 1940: Burevéstnik Leningrad
- 1941-43: no es disputà per la Segona Guerra Mundial
- 1944: DKA Tbilisi
- 1945: CSKA Moscou
- 1946: DKA Tbilisi
- 1947: KKI Kaunas
- 1948: Dinamo Moscou
- 1949: USK Tartu
- 1950: Dinamo Tbilisi
- 1951: BC Žalgiris
- 1952: CSKA Moscou
- 1953: Dinamo Tbilisi
- 1954: Dinamo Tbilisi
- 1955: ASK Riga
- 1956: Letònia
- 1957: ASK Riga
- 1958: ASK Riga
- 1959: Moscou
- 1960: CSKA Moscou
- 1961: CSKA Moscou
- 1962: CSKA Moscou
- 1963: Moscou
- 1964: CSKA Moscou
- 1965: CSKA Moscou
- 1966: CSKA Moscou
- 1967: Ucraïna
- 1968: Dinamo Tbilisi
- 1969: CSKA Moscou
- 1970: CSKA Moscou
- 1971: CSKA Moscou
- 1972: CSKA Moscou
- 1973: CSKA Moscou
- 1974: CSKA Moscou
- 1975: Spartak Leningrad
- 1976: CSKA Moscou
- 1977: CSKA Moscou
- 1978: CSKA Moscou
- 1979: CSKA Moscou
- 1980: CSKA Moscou
- 1981: CSKA Moscou
- 1982: CSKA Moscou
- 1983: CSKA Moscou
- 1984: CSKA Moscou
- 1985: BC Žalgiris
- 1986: BC Žalgiris
- 1987: BC Žalgiris
- 1988: CSKA Moscou
- 1989: Budivelnyk Kyiv
- 1990: CSKA Moscou
- 1991: Kalev Tallinn
- 1992: Spartak Sant Petersburg[1]